# Aurilândia
| \| Aurilândia \|                       |
| Lage der Ortschaft Aurilândia in Goiás |
| Aurilândia                             |

| Aurilândia |

Aurilândia, amtlich Município de Aurilândia, ist eine brasilianische, politische Gemeinde im Bundesstaat Goiás in der Mesoregion Zentral-Goiás und in der Mikroregion Anicuns. Sie liegt westsüdwestlich der brasilianischen Hauptstadt Brasília und westlich von Goiânia, der Hauptstadt des Bundesstaates.
Zur Gemeinde Aurilândia gehört auch die Ortschaft Maximilândia.

## Geographische Lage
Das Territorium von Aurilândia grenzt
- im Norden an die Gemeinden Córrego do Ouro, São Luís de Montes Belos und Firminópolis
- im Osten an São João da Paraúna
- im Süden an Paraúna
- im Westen an Cachoeira de Goiás
- im Nordwesten an Moiporá